# Battaglia del Golfo di Vella
La battaglia del Golfo di Vella è stato un combattimento navale svoltosi nella notte tra il 6 e il 7 agosto 1943 tra una squadra giapponese, inviata per rifornire le truppe di Kolombangara, e un gruppo di cacciatorpediniere statunitensi. La flotta nipponica fu decimata appena entrata nel Golfo di Vella senza che potesse reagire, segnando così un'inversione di tendenza nelle battaglie navali notturne, nelle quali la Marina imperiale giapponese si era sempre distinta.

## Situazione strategica
Conquistata dopo mesi di feroci battaglie terrestri e navali l'isola di Guadalcanal, gli Stati Uniti d'America avevano trascorso i mesi dal febbraio 1943 in avanti riorganizzando le forze nello scacchiere del Pacifico sud-occidentale e tartassando con incursioni aeree e navali gli aeroporti giapponesi in Nuova Georgia, nell'isola di Kolombangara e in quella di Vella Lavella. Il 30 giugno 1943 il viceammiraglio William Halsey dette avvio alla campagna di riconquista delle Salomone con lo sbarco in Nuova Georgia, difesa accanitamente dalle truppe giapponesi. Alla fine di luglio, però, era divenuto chiaro che la guarnigione non avrebbe più potuto resistere, perché il blocco navale statunitense si era rivelato anche troppo efficace: i comandi cominciarono quindi a trasferire uomini, mezzi e rifornimenti a Kolombangara, subito a nord-ovest della Nuova Georgia e già dotata di un forte contingente.

## La battaglia
Dopo una riuscita missione di rifornimento avvenuta nella notte tra il 1º e il 2 agosto, i giapponesi organizzarono una seconda operazione per rimpinguare la loro guarnigione a Kolombangara: i cacciatorpediniere Hagikaze, Arashi, Shigure e Kawakaze presero a bordo 820 uomini e 50 tonnellate di materiale tra provviste, munizioni e altro, poi alle 05:00 del 6 agosto salparono da Rabaul. Il viaggio proseguì tranquillo per tutto il giorno, nonostante l'avvistamento di alcuni ricognitori statunitensi, e alle 23:20 le navi giapponesi passarono a nord-ovest di Vella Lavella, penetrando nel golfo che la divideva da Kolombangara.
Le unità nipponiche non si erano però accorte della presenza di 6 cacciatorpediniere statunitensi, concentratisi nel golfo a seguito dell'allerta lanciato da un aereo in ricognizione ricognitori. Il Task Group T.G. 31-2 riuniva la 12ª Divisione (USS Dunlap, USS Craven, USS Maury) e la 15ª Divisione cacciatorpediniere (USS Lang, USS Sterett, USS Stack) ed era stato portato nel settore dal suo comandante, il capitano di vascello Frederick Moosbrugger, certo che i giapponesi avrebbero seguito la stessa rotta del 2 agosto, calando cioè da nord-nord-ovest. Tre minuti dopo l'arrivo delle unità nipponiche, il T.G. 31-2 proveniente da sud accostò a nord-nord-est su due file parallele, e alle 23:33 il radar individuò le navi nipponiche a 18 000 metri, sulla rotta immaginata dal comandante statunitense.

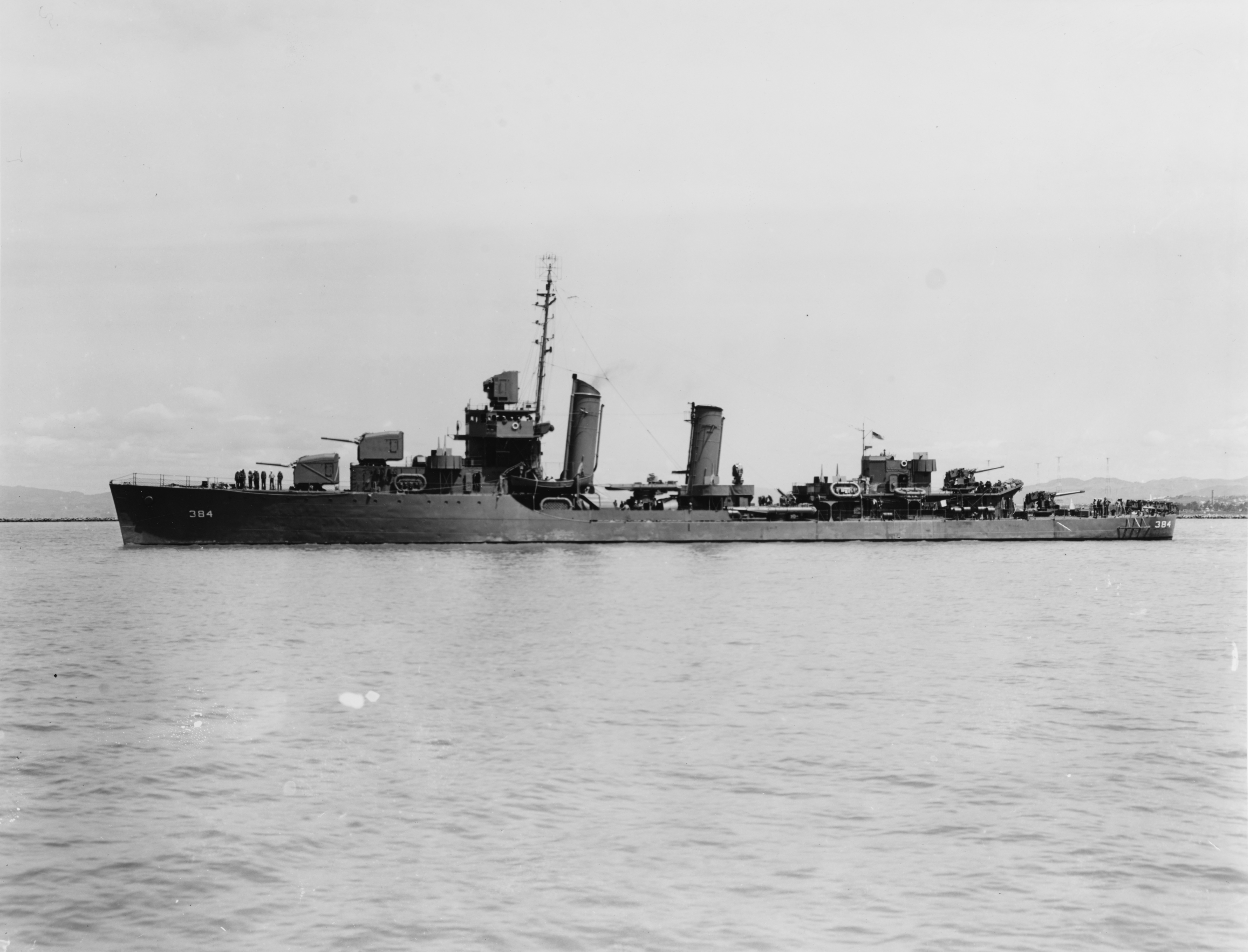
Il cacciatorpediniere Dunlap in navigazione nel maggio 1942

Alle 23:39 egli ordinò alla 15ª Divisione di sbarrare la T ai giapponesi, mentre all'altra formazione fece mantenere la rotta per trovarsi sulla sinistra dei cacciatorpediniere nipponici. Questi avvistarono confusamente il Lang, lo Sterett e lo Stack di prua alle 23:42, ma in contemporanea una vedetta dello Shigure segnalò concitatamente l'arrivo di un fascio di siluri, lanciati un minuto prima dagli altri tre vascelli statunitensi. Lo Shigure accostò a dritta appena in tempo evitando gli ordigni di misura, ma così non accadde al Kawakaze, allo Arashi e allo Hagikaze, ognuno dei quali fu colpito da due ordigni alle 23:45. Lo Shigure lanciò qualche siluro che non andò a segno; dopo aver diretto a nord emettendo cortine fumogene, tornò indietro alle 23:51 per meglio capire cosa stesse accadendo e avvistò vampate di cannone all'orizzonte, segno che gli statunitensi stavano finendo i cacciatorpediniere danneggiati. Il fuoco cessò alle 00:10 e cinque minuti più tardi il comandante giapponese decise di ritirarsi: lo Shigure fece ritorno a Rabaul la notte successiva.

## Conclusioni e conseguenze
La squadra del capitano Moosbrugger aveva riportato una vittoria totale su quella giapponese, che non aveva avuto neppure il tempo di controbattere efficacemente. Inoltre, tra le file statunitensi non si contava neppure una perdita, mentre lo schieramento nipponico perse tre cacciatorpediniere e ben 1 210 uomini sia tra gli equipaggi che tra i soldati a bordo: solo i 310 militari sullo Shigure si salvarono (altre fonti riportano 1 500 morti). La sconfitta fu bruciante per l'Impero giapponese in quanto negli scontri notturni le sue navi si erano sempre dimostrate superiori a quelle statunitensi per tattica e armi: le grandi capacità industriali e le lezioni imparate a caro prezzo da questi ultimi avevano infine colmato il divario. L'esito della battaglia convinse comunque i nipponici ad abbandonare la rotta del golfo di Vella per rifornire Kolombangara.